# Carl Prüsmann
Carl Prüsmann (* 29. Februar 1852 in Hannover; † 28. Februar 1921 in Magdeburg) war ein deutscher Ingenieur und Erfinder.

## Leben
Carl Prüsmann war der Sohn des Eisenbahn-Maschinenmeisters Christian August Prüsmann. Nach einem Studium am Polytechnikum Hannover begann er im Alter von 23 Jahren seine berufliche Tätigkeit beim Magdeburger Armaturenhersteller Schäffer & Budenberg, wo er bis an sein Lebensende verbleiben sollte. Für seinen Arbeitgeber schuf Prüsmann zahlreiche Erfindungen auf dem Gebiet der Dampfstrahlapparate, der Regulatoren, der Pulsometer, der Indikatoren, der Tachometer und der Hochdruck-Absperrorgane. 1901 wurde er zum technischen Direktor berufen.
Carl Prüsmann gehörte dem Verein Deutscher Ingenieure (VDI) und dem Magdeburger Bezirksverein des VDI an. In den Jahren 1903 und 1904 war er Vorstandsmitglied im Gesamtverein. Dem Bezirksverein, der ihn später zu seinem Ehrenmitglied ernannte, saß er in den Jahren 1901 bis 1905 vor. Weiterhin war er Vorstandsmitglied des Magdeburger Vereins für Dampfkesselbetrieb, des Vereins deutscher Maschinenbau-Anstalten, des Magdeburger Metallindustriellenverbands und des Normenausschusses der deutschen Industrie.
Carl Prüsmann war verheiratet. Er starb einen Tag vor seinem 69. Geburtstag.